# عقيل الصفار
عقيل عبدالكريم الصفار هو سياسي عراقي. عاش الصفار في المنفى لعقود من الزمن، بسبب معارضته لنظام صدام حسين . حيث شغل بعد سقوط نظام صدام حسين بعد 2003 منصب نائب الوزير لشؤون الأمن الوطني من عام 2004 إلى عام 2018. توفية الصفار في عام 2021 اثر مرض عضال في بريطانيا  

## المسيرة السياسية
حيث كان الصفار في المنفى منذ بداية نظام صدام حسين . وهذا يعني أنه لا يستطيع لا هو والاخرين من السياسيين العراقيين المشاركة في العملية السياسة العراقية.
بعد احداث 2003 وسقوط النظام شغل منصب نائب وزير شؤون الأمن الوطني في ظل الحكومات المتعاقبة ورؤساء الوزراء.